# المؤسسة العربية المصرفية
المؤسسة المصرفية العربية، هو مصرف عربي مقره البحرين. أسس المصرف في 17 يناير 1980 من طرف حكومات البحرين، أبوظبي وليبيا برأس مال بلغ مليار دولار. للمصرف فروع في 9 بلدان عربية: البحرين، الإمارات، العراق، لبنان، الأردن، مصر، ليبيا، تونس، الجزائر. كما له حضور في سنغافورة، أوروبا والقارة الأمريكية. يبلغ رأسماله حاليا 1.7 مليار دولار موزعا كالآتي: هيئة الاستثمار الكويتية 28.61%، مصرف ليبيا المركزي 28.46%، وجهاز أبوظبي للاستثمار 26.56% فيما يتم تداول أغلب النسبة الباقية في سوق البحرين للأوراق المالية. بلغت أصوله سنة 2005 17.588 مليار دولار وبلغت قيمته السوقية 2.65 مليار دولار في 10 نوفمبر 2007.
سُجِّل مصرف ABC (المؤسسة العربية المصرفية) إباّن تأسيسه كشركة مساهمة موحّدة بتاريخ 17 يناير 1980 بمرسوم أميري صادر في مملكة البحرين، ومنحت ترخيص مزاولة الأعمال المصرفية لبنوك الأوفشور من قبل مؤسسة نقد البحرين (مصرف البحرين المركزي حاليا) بتاريخ 7 أبريل 1980، وفي نفس التاريخ شرعت المؤسسة في مزاولة أنشطتها برأس مال مصرح به قدره مليار دولار أمريكي.
بحلول أبريل 1981، كان الشركاء الثلاثة الأصليون قد دفعوا مبلغ 750 مليون دولار من رأس المال بالكامل، وهم كل وزارة المالية في حكومة الكويت وفي ما بعد تم تحويله إلى الهيئة العامة للاستثمار ، ولأمانة اللجنة الشعبية العامة للخزانة في الجماهيرية العربية الليبية الشعبية الاشتراكية وفي مابعد تم تحويلها إلى مصرف ليبيا المركزي، وجهاز أبوظبي للاستثمار.
واستمر كل طرف مؤسس بامتلاك ثلث الأسهم لغاية عام 1990، حيث تمت زيادة رأس المال المعتمد أواخر عام 1989 إلى 1.5 مليار دولار أمريكي، تلا ذلك إدراج أسهم المؤسسة في بورصة البحرين بالتزامن مع زيادة رأس المال المدفوع إلى مليار دولار أمريكي باكتتاب عام في البحرين واستثمارات دولية خاصة.
وقامت في يونيو 2008 بزيادة رأسمالها من خلال طرح إصدار أسهم وفقاً لحق الأولوية في الاكتتاب للمساهمين الحاليين بحيث يعطى كل منهم سهماً واحداً مقابل كل سهم يحمله، وبلغ حجم إصدار الأسهم الجديدة مليار سهم بسعر إصدار قدره دولار أمريكي واحد للسهم زائداَ علاوة بقيمة 0.11 دولار للسهم.
وفي يناير 2010 اعتمدت الجمعية العمومية الغير عادية زيادة رأس مال المؤسسة المدفوع من 2.0 مليار دولار إلى 3.11 مليار دولار من خلال إصدار أسهم أولوية للمساهمين الحاليين للمؤسسة.
وفي ديسمبر 2010 استحوذ مصرف ليبيا المركزي على أسهم جهاز أبوظبي للاستثمار في المؤسسة والبالغة نسبتها 17.72%، مما رفع مساهمة مصرف ليبيا المركزي في المؤسسة إلى نسبة 59.37% من مجموع أسهم المؤسسة العربية المصرفية.

## وصلات خارجية
- الموقع الرسمي